# Nicolas Dessum
Nicolas Dessum, född 20 februari 1977 i Lyon, är en fransk tidigare backhoppare och nuvarande idrottsledare. Han representerade Courchevel.

## Karriär
Nicolas Dessum började med backhoppning 1983 och debuterade i världscupen 1993. Tillsammans med landsmannen Didier Mollard kämpade Dessum i världseliten i backhoppning under 1990-talet.
Dessums första deltävling i världscupen var tävlingen i normalbacken i Planica i Slovenien 11 december 1993. Han blev nummer 23. I normalbacken i Predazzo (Trampolino Giuseppe dal Ben) slutade Dessum bland de tio bästa då han blev nummer 9. Tre dagar senare blev han nummer fyra i världscuptävlingen i hemmabacken i Courchevel, efter Andreas Goldberger från Österrike, Jin’ya Nishikata från Japan och Jaroslav Sakala från Tjeckien. Dessum var 1,9 poäng från en pallplats. Första pallplatsen i världscupen kom i Sapporo i Japan 22 januari 1995 då han vann tävlingen före hemmahopparen Takanobu Okabe och finländaren Janne Ahonen. Det var första franska vinsten i Världscupen. Dessum tävlade 11 säsonger i världscupen och blev som bäst nummer 12 sammanlagt säsongen 1994/1995. I tysk-österrikiska backhopparveckan blev han som bäst nummer 5 totalt, samma säsong.
Nicolas Dessum deltog i junior-VM 1994 i Breitenwang i Österrike och vann en silvermedalj, bara slagen av Janne Ahonen. Månaden efter tävlade Dessum i olympiska spelen 1994 i Lysgårdsbackarna i Lillehammer i Norge Där blev han nummer 14 i normalbacken och nummer 21 i stora backen. I lagtävlingen blev han nummer 6 tillsammans med franska laget Under OS-1998, i Nagano i Japan, tävlade Dessum i de individuella grenarna och blev nummer 16 i båda backarna. I olympiska spelen 2002 i Salt Lake City i USA startade Dessum i samtliga grenar. Han blev nummer 22 i normalbacken och 23 i stora backen i Utah Olympic Park Jumps. I lagtävlingen blev han nummer 10.
Dessum tävlade i Skid-VM 1995 i Thunder Bay i Kanada. Där misslyckades han i normalbacken och blev nummer 50 av 57 startande. I stora backen blev han nummer 16. I lagtävlingen var Frankrike nära att ta en medalj. Laget blev nummer fyra efter Finland, Tyskland och Japan. Under skid-VM 1997 i Trondheim i Norge, tävlade Dessum i de individuella grenarna och blev nummer 9 i normalbacken, 5,0 poäng från prispallen. I stora backen blev han nummer fem, 2,8 poäng från bronsmedaljen. Under VM 1999 i Ramsau am Dachstein i Österrike tävlade han individuellt och slutade på 11:e plats i stora backen och 19:e plats i normalbacken. I VM 2001 i Lahtis i Finland blev han nummer 22 i normalbacken och 26 i stora backen. Under VM 2003 i Val di Fiemme i Italien blev han nummer 16 (normalbacken) och 28 i de individuella tävlingarna. Dessum startade i sitt sista Skid-VM 2005 i Oberstdorf i Tyskland. Han hoppade endast i stora backen och blev nummer 43.
Dessum startade i fyra skidflygnings-VM, i Kulm i Bad Mitterndorf i Österrike 1996 (slutade på 23.e plats), i Vikersundbacken i Norge 2000 (blev nummer 13), i Čerťák i Harrachov i Tjeckien 2002 (37:e plats) och i Letalnica i slovenske Planica 2004 (där Dessum blev nummer 51 av 54 startande).
Efter Skid-VM 2005 tävlade Dessum i kontinentalcupen. Hans sista internationella tävling var i deltävlingen i Sommar-Grand-Prix i hemmabacken i Courchevel 14 augusti 2006. Sedan avslutade han sin backhoppningskarriär.

## Senare karriär
Sedan 2007 har Nicolas Dessum varit verksam som ledare för det nya träningscentret för backhoppning i Courchevel.